# Konstantïn Kanïn
Konstantïn Leonïdovïç Kanïn (in kazako Константин Леонидович Канин?, in russo Константин Леонидович Канин?, Konstantin Leonidovič Kanin; 29 maggio 1982) è un ex calciatore kazako, di ruolo attaccante.